# José Manuel Monsalvete Herrera
José Manuel Monsalvete Herrera (Sevilla, 4 d'octubre de 1969) és un exfutbolista andalús, que ocupava la posició de migcampista. Va ser internacional amb les seleccions espanyoles de categories inferiors.

## Trajectòria
Comença a destacar al Reial Betis, tot pujant al primer equip a la campanya 89/90, en la qual marca tres gols en 18 partits. El Betis ascendeix i el migcampista debuta a primera divisió la temporada 90/91, jugant 14 partits. També milita a l'equip sevillà la campanya 91/92, de nou a la categoria d'argent.
La temporada 92/93 marxa a la UE Figueres, on després de jugar cinc partits dona positiu en un test antidopatge.